# Кубок Европы по бегу на 10 000 метров 2007
Кубок Европы по бегу на 10 000 метров 2007 года прошёл 7 апреля на легкоатлетическом стадионе в Ферраре (Италия). Участники разыграли командный приз в соревнованиях у мужчин и женщин.
На старт вышли 46 атлетов из 14 стран Европы, из них 26 мужчин и 20 женщин. Каждая страна могла выставить до 5 человек в каждый из двух командных турниров. Победители определялись по сумме результатов 3 лучших участников.

## Результаты

### Командное первенство
Победный дубль сделали сборные Испании, обыгравшие хозяев соревнований.
| Место | Команда                                                                                              | Время                            | Общее время |
| ----- | --- | -------------------------------- | ----------- |
| 1     | Испания · Карлес Кастильехо · Иван Йерро · Хосе Риос                                                 | 28.32,70 29.05,68 29.16,71       | 1:26.55,09  |
| 2     | Италия · Даниэле Меуччи · Джанмарко Буттаццо · Фабио Маскерони · Маттиа Макканьян · Козимо Калиандро | 28.56,70 29.17,10 29.30,44 (DNF) | 1:27.44,24  |
| 3     | Португалия · Руй Педру Сильва · Жозе Рамуш · Лисиниу Пиментел · Рикарду Рибаш                        | 28.56,66 29.22,32 29.29,80 (DNF) | 1:27.48,78  |

| Место | Команда                                                                                 | Время                                       | Общее время |
| ----- | --------------------------------------------------------------------------------------- | ------------------------------------------- | ----------- |
| 1     | Испания · Роза Мария Морато · Исабель Чека · Мария Елена Морено · Худит Пла             | 32.23,61 33.09,19 33.29,43 (33.57,28)       | 1:39.02,23  |
| 2     | Италия · Фатна Марауи · Сильвия Соммаджо · Ренате Рунггер · Сара Доссена · Анна Инчерти | 33.05,79 33.14,97 33.19,75 (34.37,06) (DNF) | 1:39.40,51  |

### Индивидуальное первенство
| Место | Атлет              | Страна     | Время    |
| ----- | ------------------ | ---------- | -------- |
| 1     | Андре Полльмехер   | Германия   | 28.17,17 |
| 2     | Гюнтер Вейдлингер  | Австрия    | 28.19,11 |
| 3     | Карлес Кастильехо  | Испания    | 28.32,70 |
| 4     | Василий Матвийчук  | Украина    | 28.34,98 |
| 5     | Руй Педру Сильва   | Португалия | 28.56,66 |
| 6     | Даниэле Меуччи     | Италия     | 28.56,70 |
| 7     | Иван Йерро         | Испания    | 29.05,68 |
| 8     | Сандер Схютгенс    | Нидерланды | 29.07,41 |
| 9     | Хосе Риос          | Испания    | 29.16,71 |
| 10    | Джанмарко Буттаццо | Италия     | 29.17,10 |

| Место | Атлет              | Страна         | Время    |
| ----- | ------------------ | -------------- | -------- |
| 1     | Эльван Абейлегессе | Турция         | 31.25,15 |
| 2     | Татьяна Головченко | Украина        | 31.59,98 |
| 3     | Натали Де Вос      | Бельгия        | 32.07,62 |
| 4     | Джоанн Пейви       | Великобритания | 32.21,19 |
| 5     | Роза Мария Морато  | Испания        | 32.23,61 |
| 6     | Фатна Марауи       | Италия         | 33.05,79 |
| 7     | Исабель Чека       | Испания        | 33.09,19 |
| 8     | Сильвия Соммаджо   | Италия         | 33.14,97 |
| 9     | Ренате Рунггер     | Италия         | 33.19,75 |
| 10    | Мария Елена Морено | Испания        | 33.29,43 |